# قط بريطاني قصير الشعر

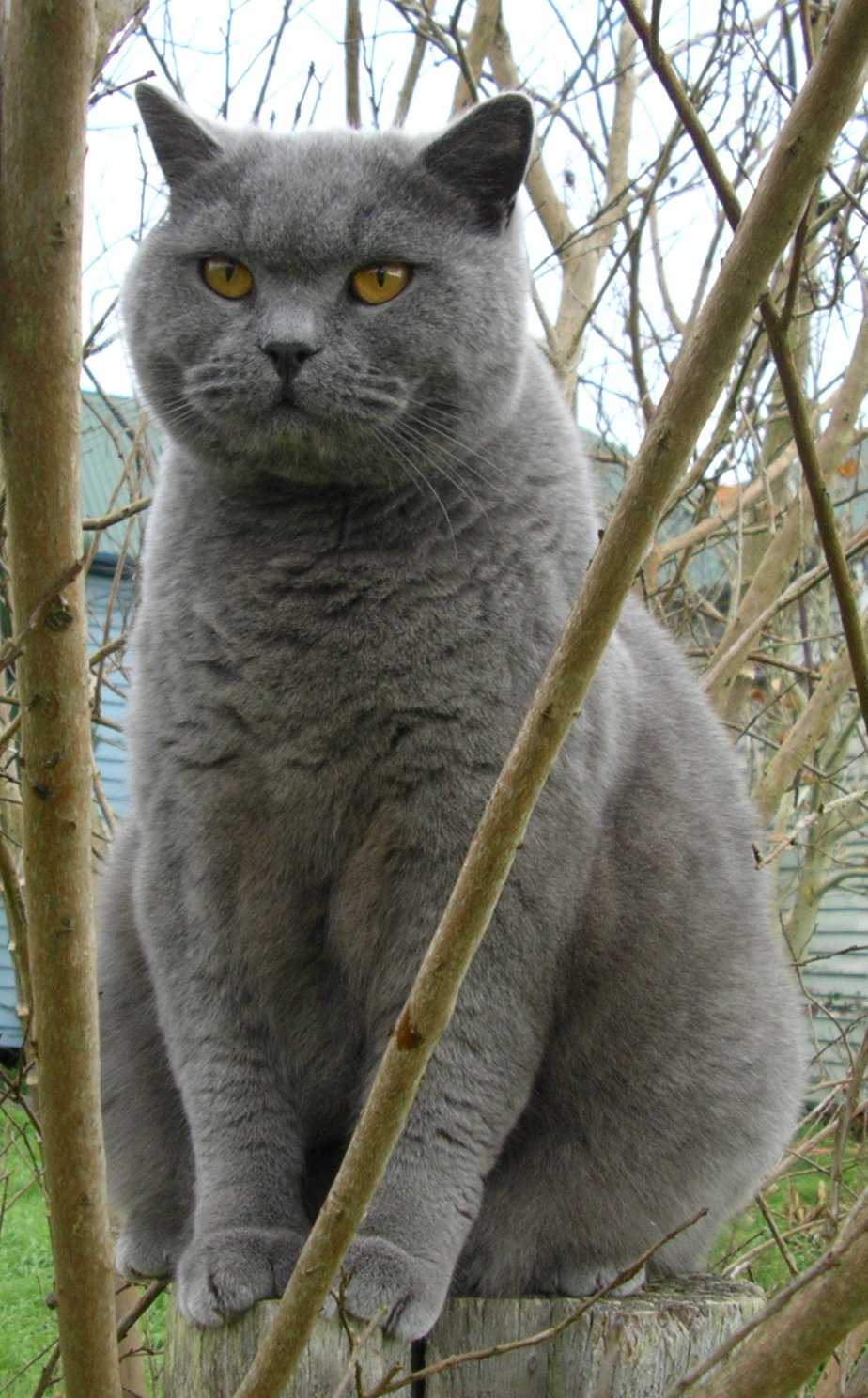
القط البريطاني قصير الشعر

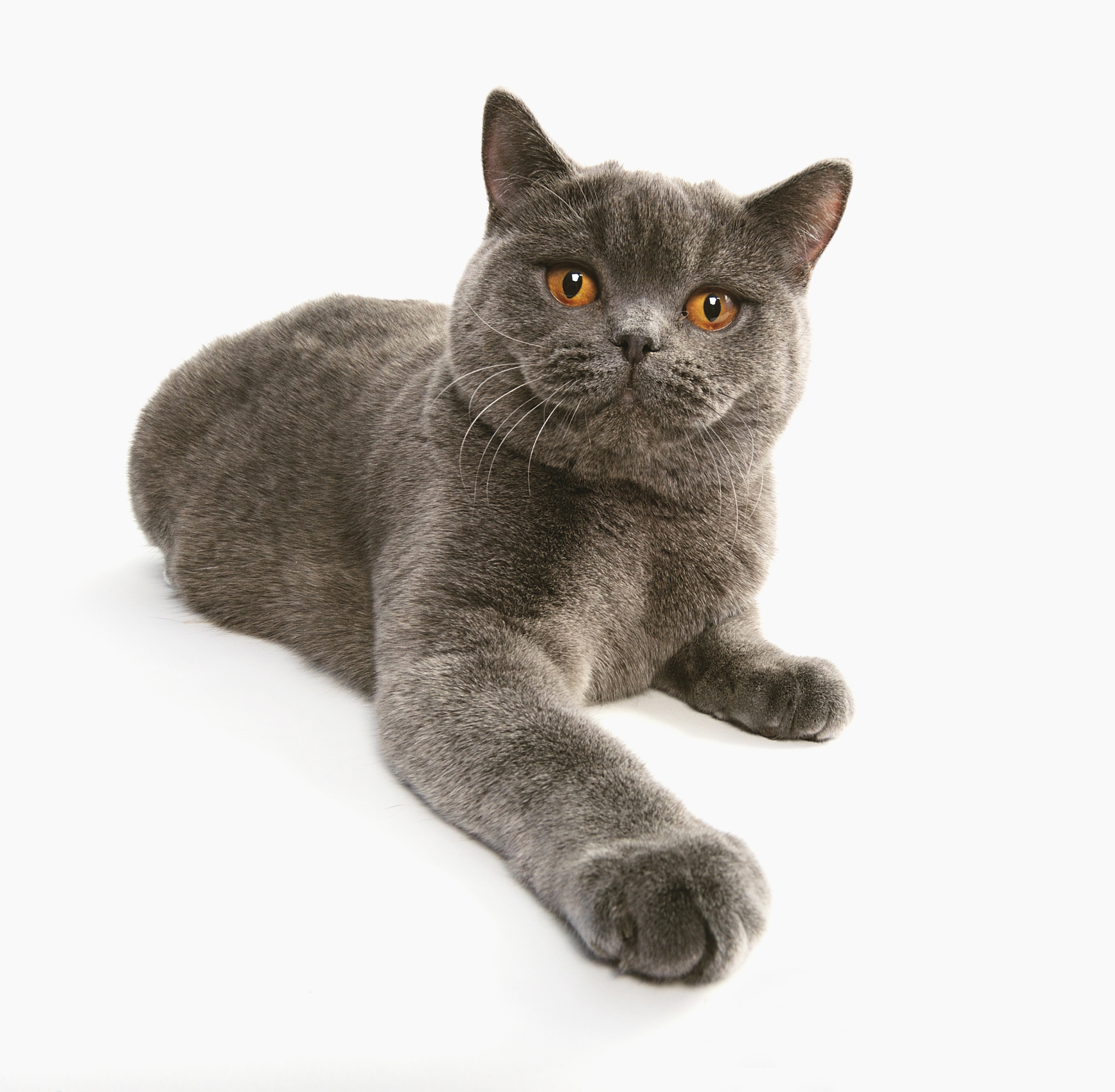

القط البريطاني قصير الشعر (بالإنجليزية: British Shorthair) يتميز بجسم منخفض وأرجل قصيرة وبراثن مستديرة، ورأس كبير ومستدير، ورقبة غليظة وقصيرة، وآذان قصيرة، وعيون كبيرة مستديرة ومتباعدة، ويبدو في شكله أقرب إلى القط البري الأسكتلندي، كما أنه ذكي ومحب وأصواته هادئة ومزاجه جيد جدا وفروه كثيف سهل التنظيف ونادرا ما يتشابك.
هي النسخة الأصلية من القطط المحلية البريطانية التقليدية، أكثر أنواع الألوان شيوعًا هو «الأزرق البريطاني»، مع فرو من الرمادي والأزرق، وعيون برتقالية وذيل متوسط الحجم. تم تطوير السلالة أيضًا في مجموعة واسعة من الألوان والأنماط الأخرى، بما في ذلك tabby و colorpoint.إنها واحدة من أقدم سلالات القطط المعروفة. في العصر الحديث، لا يزال السلالة الأكثر شعبية في بلدها الأصلي، كما هو مسجل من قبل مجلس إدارة Cat Fancy (GCCF) في المملكة المتحدة. ربع جميع القطط الصغيرة المسجلة في GCCF كل عام هي القطط البريطانية القصيرة، مما يجعل القطط البريطانية الأكثر شهرة في المملكة المتحدة.[بحاجة لمصدر]مظهر السلالة اللطيف ومزاجه الهادئ نسبيًا يجعله نجمًا إعلاميًا متكررًا، لا سيما القط الشهير شيشاير من أليس في بلاد العجائب.

## وصف مظهر

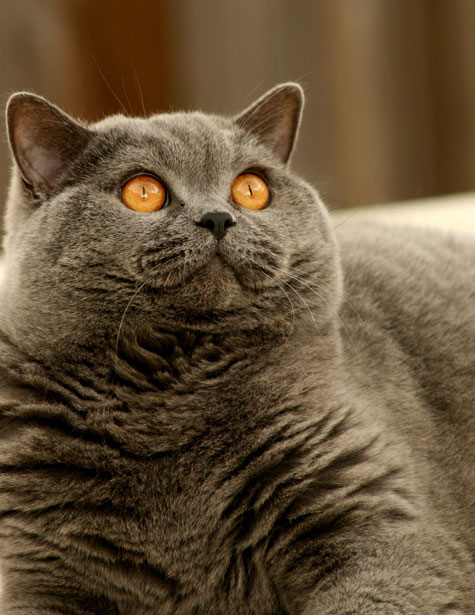
قط أزرق بريطاني ناضج تمامًا، يُظهر الفك القوي المميز والملمس "الرقيق" الفريد للمعطف

القط البريطاني قوي المظهر والقامة، يُظهر الفك الثقيل المميز والملمس «الناعم» الفريد للمعطف The British Shorthair هي قطة كبيرة ذات مظهر قوي نسبيًا، ولها صدر عريض، وأرجل قوية سميكة مع كفوف مستديرة وذيل متوسط الطول ونحيف. الرأس كبير نسبيًا ومستدير، مع مقمة رأس قصيرة، ووجنتان عريضتان (أكثر وضوحًا في الذكور الناضجين، الذين يميلون إلى تطوير الفك البارز) وعيون مستديرة كبيرة برتقالية نحاسية عميقة باللون الأزرق البريطاني وتختلف في اللون حسب معطف. آذانهم الكبيرة واسعة وواسعة.غالبًا ما يمكن الخلط بين القط البريطاني الأزرق مع القط الإسكتلندي الرمادي، وهي سلالة مرتبطة ارتباطًا وثيقًا بالشعر القصيرللقط البريطاني. ومع ذلك، يمكن تمييز قصير الشعر من خلال آذانه المثلثة المدببة، في حين أن الطية الاسكتلندية لها آذان أكثر نعومة ومطوية.إنها بطيئة في النضج مقارنة بمعظم سلالات القطط، وتصل إلى النمو البدني الكامل في عمر ثلاث سنوات تقريبًا. بشكل غير عادي بين القطط المنزلية، فهي سلالة ثنائية الشكل بشكل ملحوظ، حيث يبلغ متوسط الذكور 9-17 رطلاً (4.1-7.7 كجم) والإناث 7-12 رطلاً (3.2-5.4 كجم). الم عطف واللون والأنماط معطف قصير الشعر البريطاني هو أحد السمات المميزة للسلالة. إنها كثيفة جدًا ولكنها لا تحتوي على طبقة تحتية؛ وبالتالي، فإن الملمس ليس صوفي أو رقيق.

## معرض صور

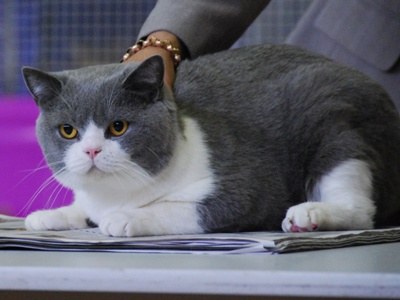
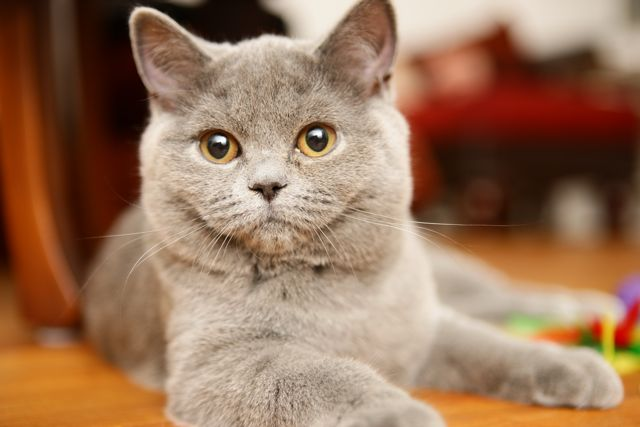
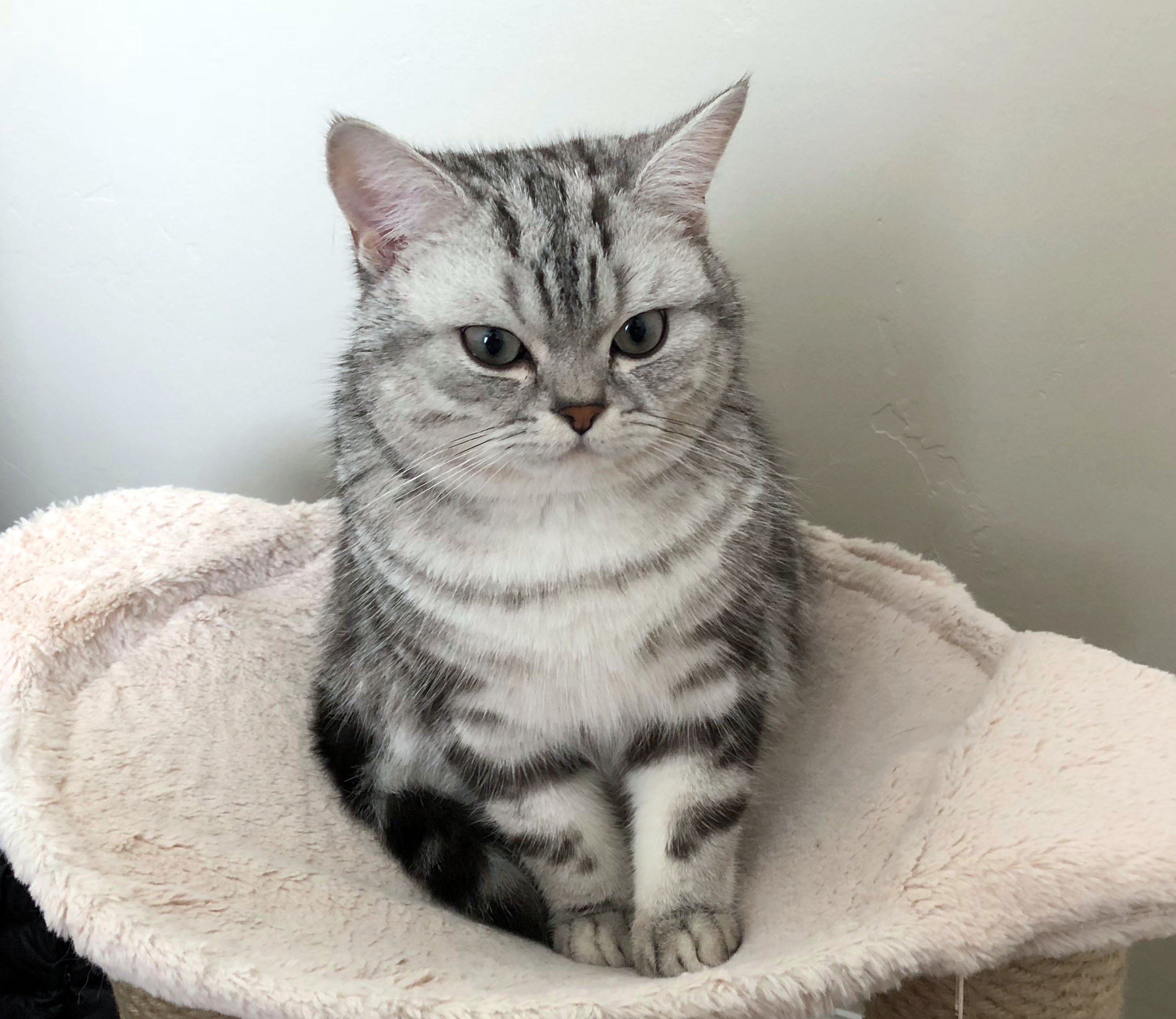
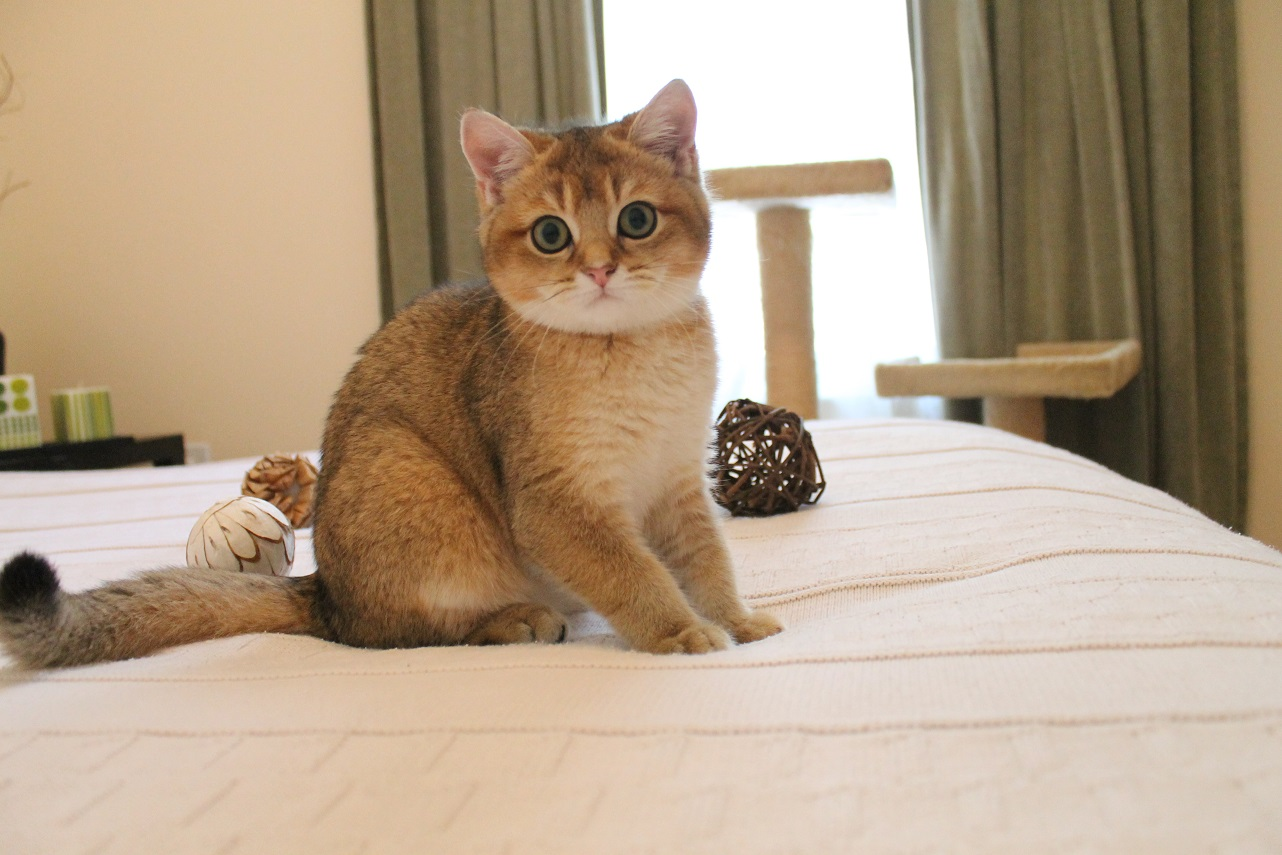

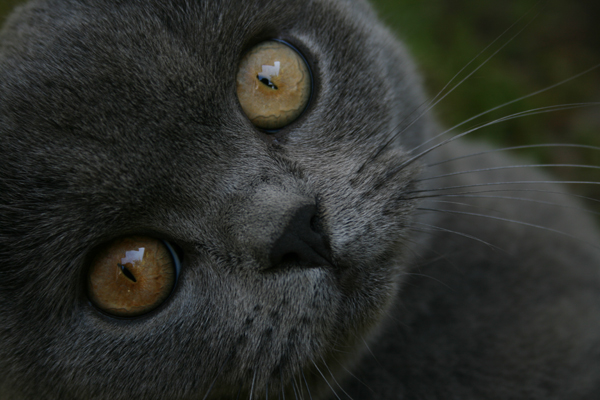
ذكر شاب بريطاني أزرق اللون يظهر عيون نحاسية نموذجية للقطط ذات الفراء "الأزرق".

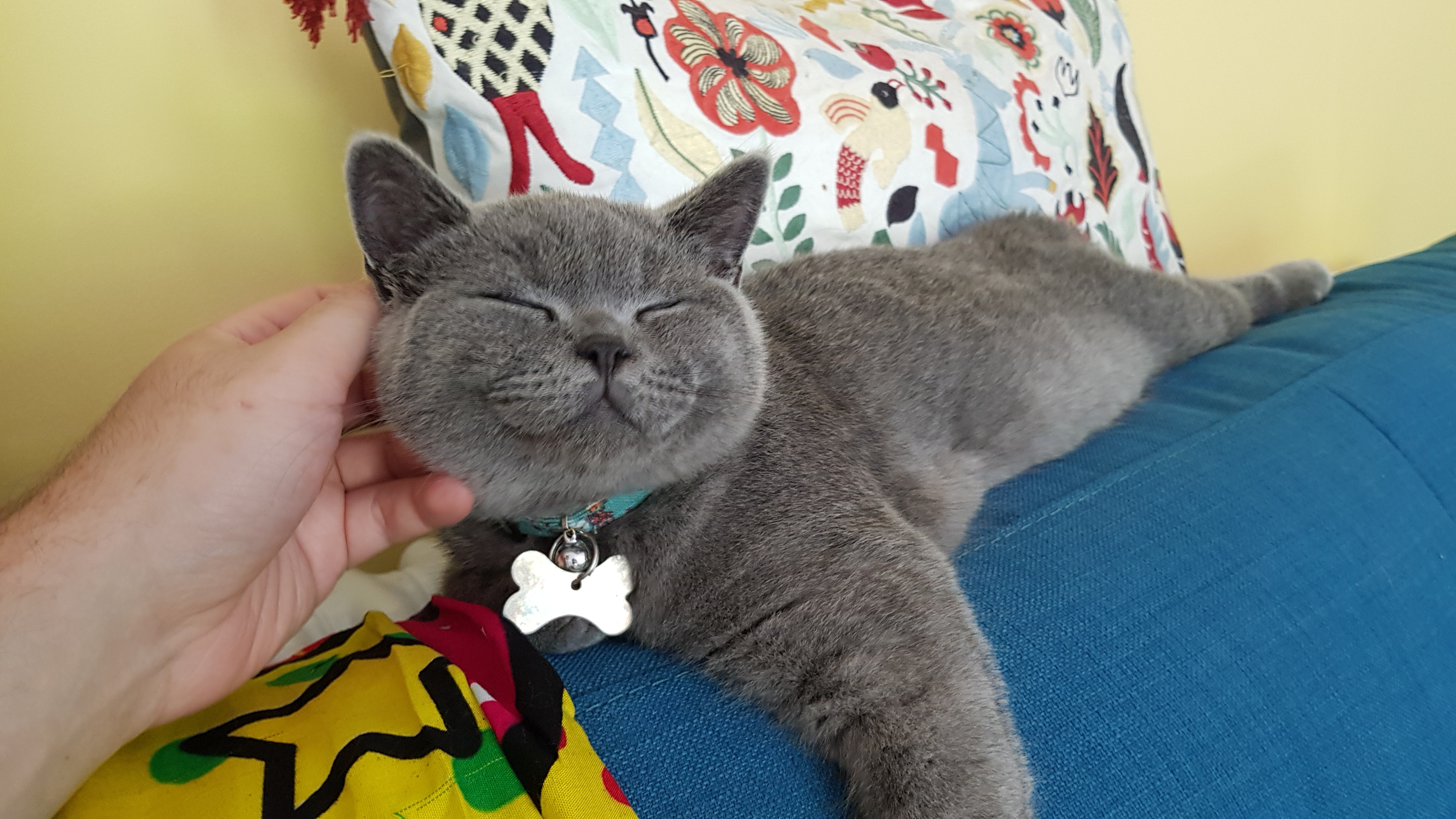
ذكر بريطاني أزرق، يُظهر "ابتسامة قطة شيشاير" الكلاسيكية التي تشتهر بها السلالة

### أنماط ولون الشعر
يتميز القط البريطاني بشعر قصير كسمة أساسية للسلالة. الشعر كثيف وغزير جدًا ولكنه لا تحتوي على طبقة تحتية؛ وبالتالي، فإن الملمس ليس صوفي، مما يجعل الشعر سهل التساقط والتكسر بشكل ملحوظ على أثناء التحرك.
على الرغم من أن اللون الأزرق البريطاني لا يزال هو الأكثر شيوعًا، فقد تم تطوير Shorthairs البريطانية في العديد من الألوان والأنماط الأخرى. الأسود، والأزرق، والأبيض، والأحمر، والقشدي، والفضي، والذهبي - ومؤخرًا - لون القرفة مقبولة من قبل جميع المعايير الرسمية، سواء كانت كاملة أو بنقوش ملونة أو مرققة أو مظللة أو ثنائية الألوان؛ تقبل لGCCF و FIFe و TICA أيضًا لون الشوكولاتة والأرجواني الفاتح، غير المسموح به في معيارCFA. تحتوي جميع الألوان والأنماط أيضًا على أشكال مختلفة من أنماط اللون مثل صدف السلحفاة.